# Авиакатастрофа Sikorsky UH-60M Black Hawk ВВС Мексики
Авиакатастрофа Sikorsky UH-60M Black Hawk — крушение вертолёта UH-60M, принадлежащего ВВС Мексики, на борту которого находились министр внутренних дел Альфонсо Наваррете Прида и глава штата Оахака Алехандро Мурат, всего погибло 13 человек. Вертолёт упал в районе города Сантьяго-Хамильтепек.

## История

### Предыстория
После землетрясения в Оахаке 16 февраля 2018 года с магнитудой 7.2 балла, министр внутренних дел Альфонсо Наваррете решил отправиться в Оахаку, чтобы оценить обстановку после землетрясения. В 21:00 Альфонсо встретился с Александро Муратом, оба вместе со своими сотрудниками и несколькими представителями органов местных самоуправлений погрузились на борт вертолёта ВВС Мексики UH-60M Black Hawk для проведения фотосъёмки мест разрушений, целью прибытия вертолёта был городок Сантьяго-Хамильтепек. За несколько минут до прибытия вертолёта в точку назначения, мэру города поручили сооружение импровизированной вертолётной посадочной площадки. Поскольку в городе были перебои электричества, её освещали полицейские машины.

### Крушение
При прибытии вертолёта земля в районе посадки оказалась очень сухой, в результате чего лопасти создавали облако пыли высотой до 100 метров, из-за этой проблемы и недостаточного освещения экипаж потерял ориентацию, и вертолёт врезался в несколько грузовиков, стоящих рядом с вертолётной площадкой. В результате катастрофы погибло 13 человек и ещё 16 получили ранения, большая часть пострадавших находилась на земле, члены экипажа получили лёгкие ранения.

## Расследование
Расследование взяла на себя Генеральная прокуратура. 20 февраля обломки доставили на базу Санта-Люсия, однако до сих пор никаких продвижений в расследовании нет.

## Последствия
На следующий день после катастрофы, министр обороны Сальвадор Сьенфуэгос прибыл в Сантьяго-Хамильтепек чтобы выразить соболезнования погибшим и встретиться с пострадавшими семьями, то же сделал и Алехандро Мурат. Семьям погибших была оказана финансовая помощь, полное покрытие медицинских расходов и расходов на похороны, рядом с местом трагедии созданы мемориал и парк.